# Lorne Coe
Pour les articles homonymes, voir Coe (patronyme).
Lorne Earle Coe (né le 5 octobre 1949) est un homme politique provincial canadien de l'Ontario. Il est député provincial progressiste-conservateur de la circonscription ontarienne de Whitby—Oshawa et de Whitby depuis une élection partielle en 2016.

## Biographie
Coe commence une carrière publique en siégeant au conseil municipal de la ville de Whitby pendant 13 ans et comme conseiller régional de 2010 jusqu'à son élection sur la scène provinciale en 2016.
Lorsque Patrick W. Brown quitte la chefferie après un scandale en janvier 2018 et est remplacé par Vic Fedeli, Coe remplace ce dernier comme critique du parti en matière d'Éducation.